# Eupithecia kolari
Eupithecia kolari är en fjärilsart som beskrevs av Marschner 1922. Eupithecia kolari ingår i släktet Eupithecia och familjen mätare. Inga underarter finns listade i Catalogue of Life.